# لاریسا کندراکی
لاریسا کندراکی (انگلیسی: Larysa Kondracki؛ زادهٔ ۱۴ سپتامبر ۱۹۷۶) کارگردان فیلم، تهیه‌کننده تلویزیونی و فیلم‌نامه‌نویس اهل کانادا است.